# Стеван Стојановић Мокрањац
Стеван Стојановић Мокрањац (Неготин, 9. јануар 1856 — Скопље, 28. септембар 1914) био је српски композитор, мелограф, професор, музички педагог и академик. Мокрањац данас важи за класика српске музике и њена је најистакнутија личност на прелазу из XIX у XX век, заслужан за увођење српског националног духа у уметничку музику.

## Биографија
Рођен је 9. јануара 1856. године у Неготину. Преци Стевана Стојановића воде порекло из околине Прилепа у Македонији, одатле су досељени у село Мокрање по којем је добио надимак Мокрањац.
Завршио је гимназију у Јагодини; уписао се на природно-математички одсек Велике школе. Као гимназијалац био је члан Првог београдског певачког друштва.
Године 1879, уз помоћ Певачког друштва, одлази на музичке студије у Конзерваторијуму, у Минхену, код Јозефа Рајнбергера. Због несугласица са директором Конзерваторијума, Мокрањац у трећој години студија (1883) губи државну стипендију, прекида студије и враћа се у Београд. Године 1884. постаје хоровођа певачког друштва Корнелије Станковић. Његови успеси, као хоровође и композитора Прве руковети и Опела у ге-молу, омогућују му да добије стипендију и настави школовање 1884. у Риму, код Паризотија, а од 1885. до 1887. на Конзерваторијуму у Лајпцигу.
Године 1887. постаје диригент „Првог београдског певачког друштва”. Од 1887. до 1900. радио је и као наставник музике у Првој београдској гимназији и Првој нишкој гимназији „Стеван Сремац“ а од 1901. као предавач појања у Богословији. Први је увео мешовити хор са којим је померио границе хорског извођења. Био је слободни зидар, један од чланова београдске масонске ложе Побратим.
Заједно са Станиславом Биничким и Цветком Манојловићем оснивач је прве сталне музичке школе (1899) – Српска музичка школа у Београду (данас Музичка школа „Мокрањац“), чији је директор био до своје смрти. Његовом заслугом основан је први гудачки квартет у Србији.
Године 1906, изабран је за дописног члана Српске краљевске академије. Мокрањац је изабран за председника Удружења српских музичара, од оснивања организације 1907.
Најпознатија његова дела су свакако Руковети – петнаест сплетова песама заснованих на фолклорним мотивима из различитих делова Србије, Босне, Македоније, Бугарске, Приморски напјеви, духовити скерцо Козар, као и музика за православна богослужења: велелепна Литургија, из које је најпознатија Херувимска песма, најзначајније остварење хорске музике у Срба, Опело у фис-молу, Три статије, Тебе Бога хвалим, Величаније светом Сави...
Вредно је радио и као мелограф: познати су његови записи Народних песама и игара са мелодијама из Левча, као и две значајне збирке записа са српским црквеним напевима: Осмогласник и Страно пјеније.
Мокрањчева породична кућа у Неготину је 1964. године рестаурирана и претворена у музеј и музички центар.
Београд је напустио 1914. године и преселио се у Скопље како би избегао Први светски рат, а убрзо потом и умро, 28. септембра исте године од компликација јетре након 3 године боловања. Његово последње дело је „Неотпевана песма“.
Посмртни остаци Стевана Стојановића Мокрањца су пренети из Скопља у Београд пред крај септембра 1923. године. Његов гроб се налази у Новом гробљу у Београду.

## Лични живот
Био је ожењен 1898. Маријом "Мицом" Предић (умрла 1946), братаницом Уроша Предића. Имали су сина Момчила Мокрањца, професора Фармацеутског факултета.
Био је пријатељ са композитором Даворином Јенком.

## Наслеђе
У сећање на Стевана Стојановића Мокрањца, у његовом родном граду, Неготину, од 1965. године, сваког септембра се традиционално одржавају хорске музичке свечаности „Мокрањчеви дани”.
По њему су назване: Музичка школа „Мокрањац“ (Београд), Музичка школа „Стеван Стојановић Мокрањац” (Бијељина), Музичка школа „Стеван Мокрањац“ Краљево и Музичка школа „Стеван Мокрањац” Врање и Музичка школа „Стеван Мокрањац“ Краљево.
Стогодишњица Мокрањчеве смрти обележена је 2014. године.

## Галерија
- Мокрањац као студент 1877.
- Мокрањац у свечаном оделу
- Стеван Мокрањац и Марија Мица Предић као вереници
- Стеван са сином Момчилом 1910.
- Породица Мокрањац 1905.
- Ноте „Херувимскаја пјесан”
- Спомен биста Мокрањцу подигнута је у Неготину 1939. године
- Мокрањчево вече, које се одржало у Задужбини Илије М. Коларца 1949. године.